# Ель-Саала
Ель-Саала (англ. al-Tha'lah, араб. الثعلة) — поселення в Сирії, що складає невеличку друзьку общину в нохії Ес-Сувейда, яка входить до складу однойменної мінтаки Ес-Сувейда в південній сирійській мухафазі Ес-Сувейда.